# Kraishte
Pour l’article homonyme, voir Krajište (Lipljan).

Carte de la région

Kraishte ou Krajište (en bulgare : Краище ; en serbe cyrillique : Крајиште) est une région historique et géographique située au ouest de la Bulgarie et au sud-est de la Serbie. Très petite partie (sud-ouest) se trouve dans la Macédoine du Nord.